# Christian Zübert
Christian Zübert (Wurzburgo, Alemania Occidental, 27 de agosto de 1973) es un director de cine y guionista alemán.

## Carrera
Zübert comenzó su carrera como guionista para la televisión alemana. En 2000 escribió y dirigió su primera película, Lammbock, una comedia que tuvo un sorprendente éxito en Alemania, con más de un millón de espectadores. En el mismo año escribió el guion de Mädchen, Mädchen, otro éxito de taquilla.
En 2004 dirigió la película de aventuras juveniles Der Schatz der weißen Falken (El tesoro de los halcones blancos), la que recibió numerosos premios y participó de varios festivales. Luego de dirigir y guionar varias series y películas para televisión muy premiadas —«Nie wieder frei sein» («Libre nunca más»), por ejemplo, episodio de la exitosa serie policial Tatort (Escena del Crimen)—, Zübert vuelve a la pantalla grande en 2010 con la comedia dramática Dreiviertelmond (Tres Cuartos de Luna), nominada a los Premios del Cine Alemán, ganadora del premio Bávaro de Cine al mejor guion y proyectada en numerosísimos festivales internacionales.
Su película de 2013 Hin und weg (Ida sin vuelta) tuvo su première en el Festival Internacional de Cine de Locarno; su estreno en Norteamérica fue en el Festival Internacional de Cine de Toronto, evento al que volvería el año siguiente con su drama Ein Atem (Un respiro).